# 발레리오 아스프로몬테
발레리오 아스프로몬테(이탈리아어: Valerio Aspromonte, 1987년 3월 16일~)는 이탈리아의 펜싱 선수로 주 종목은 플뢰레이다. 그는 2012년 하계 올림픽에 참가하였고, 남자 플뢰레 개인전에서는 8강에 올랐으나, 나중에 이 토너먼트 우승을 차지한 중국의 레이성에게 8-15로 패하며 탈락하였다. 그는 단체전에서도 부진한 모습을 보였다. 단체전 첫 경기인 영국과의 8강전에서 그는 리처드 크루즈에 7-8, 제임스앤드루 데이비스에게 4-9, 로렌스 할스테드에게 5-6으로 3번의 결투를 모두 패하였다. 이탈리아는 이 경기에서 45-40의 치열한 경기를 벌인 뒤, 미국과의 경기를 앞두고 조르조 아볼라와 교체아웃 되었다. 이후 이탈리아팀은 남은 두 경기를 모두 이기며 금메달을 획득하였다.